# 秋吉健太
秋吉 健太（あきよし けんた、1969年 - ）は、日本の編集者・メディアプロデューサー。ヤフー株式会社所属。生活情報メディア『Yahoo!ライフマガジン』編集長（2016年 -2021年 ）。『東京ウォーカー』（KADOKAWA）編集長を経て現職。メディアプロデューサーとしてイベントやプレスカンファレンスの企画、メディアコンサルティングなども手がける。血液型O型。ラジオ番組「SHiMOKiTAZAWA STATiON RADiO 」水曜パーソナリティー。『Yahoo!ニュース エキスパート』メンバー。

## 人物
1969年、熊本県生まれ。熊本学園大学卒業。
1992年に有限会社ウルトラハウスに入社。広告部を経て『月刊タウン情報クマモト』編集部に所属。。
1997年、角川書店に入社。同年に『九州ウォーカー』創刊メンバーとなる。その後は『東京 大人のウォーカー』副編集長、『九州ウォーカー』編集長、『東京ウォーカー』『ウォーカープラス』編集長を担当。
2015年、ヤフー株式会社へ入社。2016年から生活情報メディア『Yahoo!ライフマガジン』を立ち上げる。

## 著書
- 『原点回帰　山田孝之、新しいコミュニティをつくる』、株式会社blueprint、2025年5月、ISBN 978-4-909852-59-5

## 主な編集・企画
- 『酒場詩人・吉田類の旅と酒場俳句』、KADOKAWA、2014年2月、ISBN 978-4-047319-04-2
- 『モンストWalker』、KADOKAWA、2014年10月、ISBN 978-4-047-31660-7
- 『マルちゃん正麺Walker』 、KADOKAWA、2014年11月、ISBN 978-4-047-31661-4
- 『小松美羽 -20代の軌跡- 2004〜2014』企画・発行、KADOKAWA、2014年12月 ISBN 978-4-047-31680-5
- 『モンストWalker Vol.2』KADOKAWA、2015年3月、ISBN 978-4-047-31727-7
- 熊本地震復興支援企画『熊本でやりたい100のこと』[6]企画（2016年7月 Yahoo!ライフマガジン）[2][7]

## イベント主宰
- トーク＆ミュージックイベント『coffeedit premium』を原宿・ハラカドにて定期開催（2022年〜）

## メディア出演

### テレビ
- 2013年『小山薫堂 東京会議』（BSフジ）[8]
- 2018年『TOKYO隅田川バル』（BS-TBS）[9]

## その他の活動
- 「福岡Twitterサミット」開催（2010年）
- 「クローズ Flash Back Generation-DX 坊屋春道 九州バージョン」プロデュース（2011年）
- 「吉田類 ルイルイストラップ・キーホルダー」プロデュース（2012年）
- 本屋B&Bトークイベント「秋吉健太×長瀬正明×川下和彦 ウォーカーの歩き方〜創刊25周年を迎える東京ウォーカーからスマホメディア「Walker47」まで〜」（2014年）[10]
- 本屋B&Bトークイベント「秋吉健太×嶋浩一郎 Yahoo!から生まれた新しいメディア 『Yahoo!ライフマガジン』が目指すものとは」（2016年）[11]
- 「2017 57th ACC TOKYO CREATIVITY AWARDS」ラジオCM部門審査員（2017年）[12]
- 「2018 58th ACC TOKYO CREATIVITY AWARDS」ラジオCM部門審査員（2018年）[13]